# Tŕnie
Tŕnie je obec na Slovensku v okrese Zvolen v Banskobystrickém kraji.
První písemná zmínka o obci je z roku 1285. V obci je římskokatolický kostel svatého Martina.
K obci patří také osady Budička, Hrabiny a Kašova Lehôtka. 

## Památky

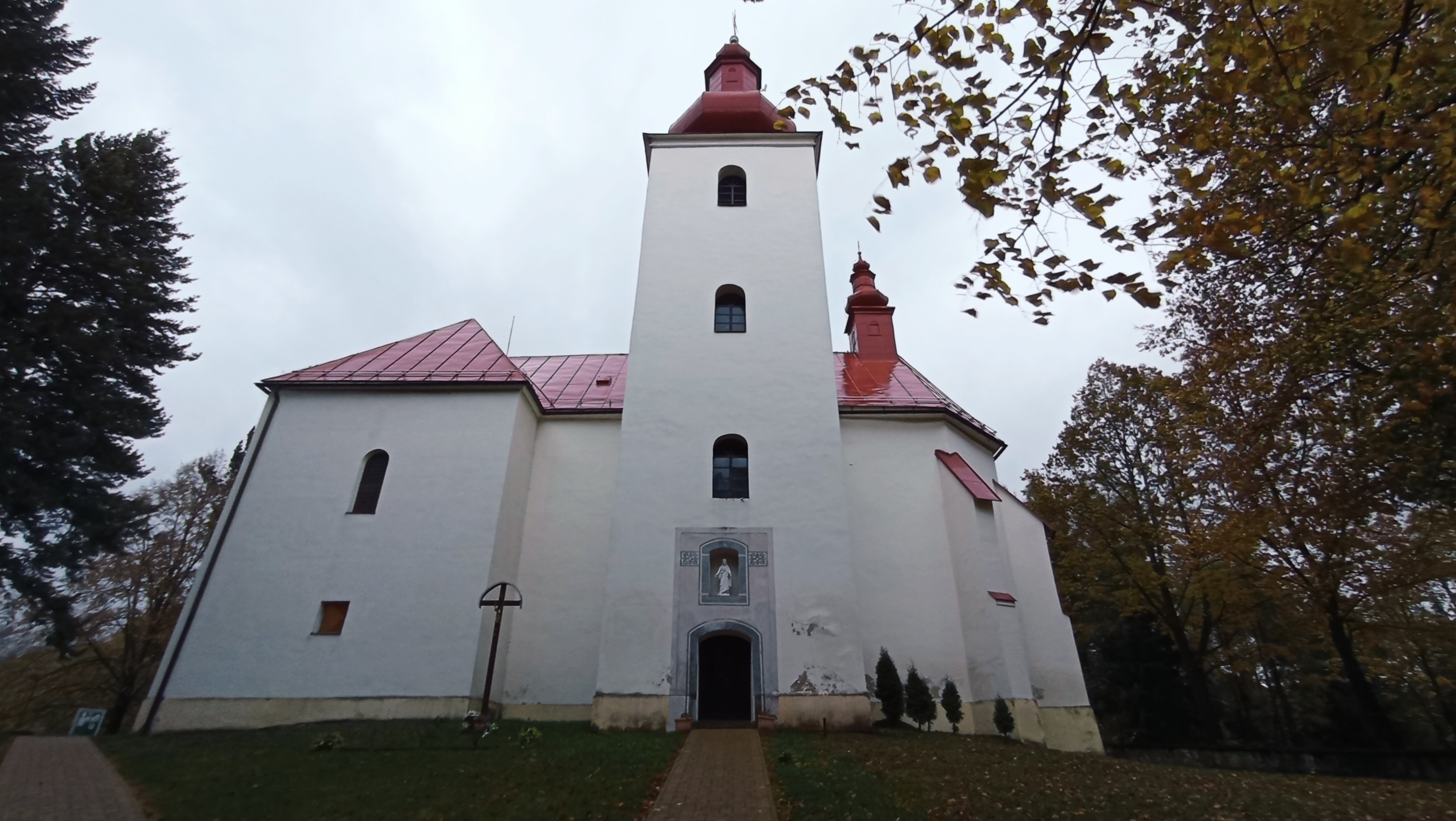
Kostel svatého Martina

- Kostel svatého Martina ze 14. století
- Dřevěné zvonice v osadých Kašova Lehôtka a Hrabiny
- Pomník padlým ve 2. světové válce
- Domy s lidovou architekturou
- Sochy od Štefana Puškára[3]

## Osobnosti
- Mikuláš Miris (1640-1703) - spisovatel, který v obci působil mezi lety 1663-1665 jako farář a je také prvním doloženým katolickým duchovním působícím v obci
- Štefan Puškár (1909-1989) - místní rodák a sochař, jehož sochy nalezneme nejen v obci Tŕnie, ale i v obci Pitelová
- Marko Rajecký (1914-1992) - učitel, kulturní a osvětový pracovník, a folklorista, který do obce přišel v roce 1935 ucházet se o místo učitele. Je také spoluautorem monografie obce, která byla vydána roku 1992. V obci zůstal až do své smrti a je pohřben na místním hřbitově.[3]